# Hezb-i Islami
Ḥezb-i Islāmī, scritto anche Ḥizb-e Islāmī o Ḥezb-e Islāmī (حزب إسلامي), è un'espressione pashtu che significa Partito Islamico.
Organizzazione fondamentalista, comunemente conosciuta per la lotta ai governi marxisti dell'Afghanistan e del loro stretto alleato, l'Unione Sovietica, essa è stata fondata e guidata da Gulbuddin Hekmatyar.
Fu costituita in Pakistan nel 1975 e crebbe fuori dall'organizzazione dei Giovani Musulmani.